# Randall Meyers
Randall Meyers, född 1955 i USA, är en amerikansk-norsk kompositör och musiker. Han har även regisserat ett par filmer. 

## Filmmusik
- 2004 - Andreaskorset
- 2003 - Zenith
- 2000 - When I got Jesus... With a Slingshot
- 2000 - Dykaren
- 1999 - Kongen som ville ha mer enn en krone
- 1999 - Sofies värld
- 1999 - I am Alive
- 1998 - Huset på kampen
- 1996 - Jomfruene i Riga
- 1995 - Shut Up and Listen!
- 1993 - The Second Lieutenant
- 1993 - Telegrafisten
- 1993 - Michael Laudrup - A Football Player
- 1992 - Bat Wings
- 1990 - Svampe
- 1990 - A Handful of Time
- 1990 - Dagens donna
- 1990 - Herman
- 1989 - Tidlös kärlek
- 1989 - Sigurd Drakedreper

## Regi
- 2004 - The Universe: Cosmology Quest
- 1999 - Kongen som ville ha mer enn en krone